# Rakovica (Bosanska Dubica, BiH)
Rakovica je naseljeno mjesto u sastavu općine Bosanska Dubica, Republika Srpska, BiH.

## Stanovništvo
| Rakovica           |              |
| godina popisa      | 1991.        |
| Srbi               | 165 (57,29%) |
| Hrvati             | 0            |
| Muslimani          | 0            |
| Jugoslaveni        | 7 (2,43%)    |
| ostali i nepoznato | 116 (40,28%) |
| ukupno             | 288          |